# Stephen Downes

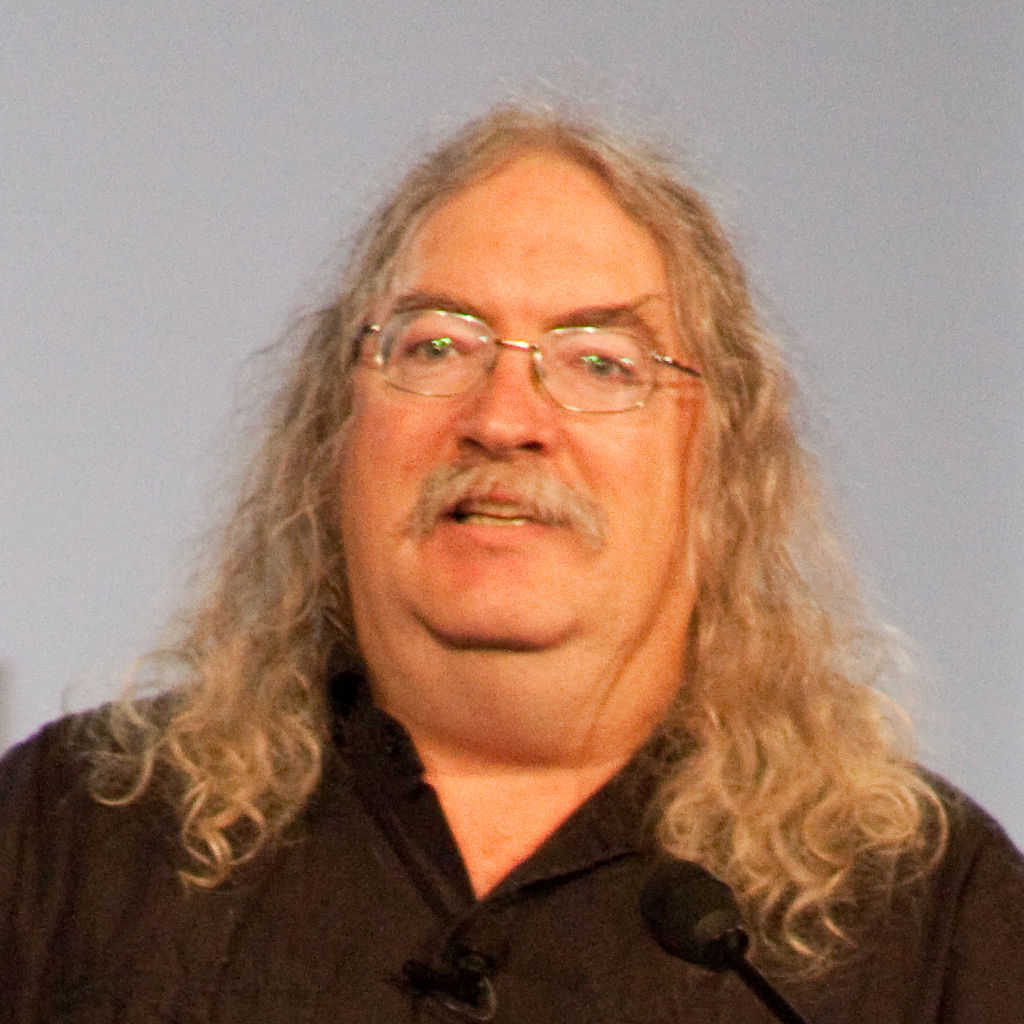
Stephen Downes im Jahr 2009

Stephen Downes (geboren am 6. April 1959 in Montreal) ist ein kanadischer Philosoph und Kommentator auf dem Gebiet des Online-Lernens und der neuen Medien. Seit 1995 erforscht und fördert er den Einsatz von Computer- und Online-Technologien im Bildungsbereich. Er hielt 2004 die Buntine-Rede und war Referent auf der Online Connectivism Conference im Februar 2007. Im Jahr 2008 konzipierten und unterrichteten Downes und George Siemens einen offenen Online-Kurs, der als „Meilenstein in der kleinen, aber wachsenden Bewegung in Richtung ‚offener Unterricht‘“ bezeichnet wird und weithin als erster Massive Open Online Course (MOOC) gilt. Er hat außerdem maßgeblich an der Entwicklung des Konnektivismus mitgewirkt.

## Werdegang
Downes wurde in Montreal, Quebec, geboren und lebte und arbeitete in ganz Kanada, bevor er im November 2001 als leitender Forscher zum National Research Council of Canada kam. Derzeit ist er Forscher am NRC-Forschungszentrum für digitale Technologien in Ottawa.
Downes wurde 2005 für seinen Blog OLDaily mit dem Edublog Award für den besten individuellen Blog ausgezeichnet und ist Chefredakteur des International Journal of Instructional Technology and Distance Learning.
Downes kandidierte 1995 für das Amt des Bürgermeisters von Brandon, als er noch am Assiniboine Community College arbeitete. Als Mitglied der New Democratic Party kandidierte er auf einer Plattform links vom amtierenden Bürgermeister Rick Borotsik.

## Schriften (Auswahl)
- Downes, S. (2015). The quality of massive open online courses. In International Handbook of E-Learning Volume 1 (pp. 65–78). Routledge.
- Downes, S. (2011). Innovation, Continuing Education and Lifelong Learning. Enabling Innovation: Innovative Capability-German and International Views, 81–83.

Für eine vollständige Liste der Publikation siehe ORCID.